# Max Friedrich Koch
Max Friedrich Koch (ur. 24 listopada 1859 w Berlinie, zm. 18 lutego 1930 w Poczdamie) – niemiecki malarz historyczny, znany przede wszystkim z serii obrazów i panoram o tematyce historycznej.

## Życiorys
Max Friedrich Koch pochodził z rodziny artystów. Jego ojciec Carl Koch i brat Georg Koch byli również malarzami. Drugi brat Friedrich Ernst Koch był kompozytorem i pedagogiem muzycznym.
Uczył się w szkole przy Muzeum Rzemiosła Artystycznego w Berlinie m.in. u Ernsta Ewalda i Eduarda Schallera. Po pobycie stypendialnym we Włoszech (1876–1877) ukończył studia w Berlinie. Od roku 1881 studiował w Paryżu na Académie Julian.
Po powrocie 1883 objął stanowisko nauczyciela na macierzystej uczelni i sprawował tę funkcję do roku 1924.
Zajmował się też malowaniem panoram. Ozdobił wiele budowli berlińskich obrazami o treści historycznej. Wykonał malowidła ścienne w sali balowej Zamku Hohenbuchau. Działał też w Lipsku, Lubece i Halle an der Saale. Jednym z jego uczniów był grafik Ludwig Sütterlin.

## Twórczość

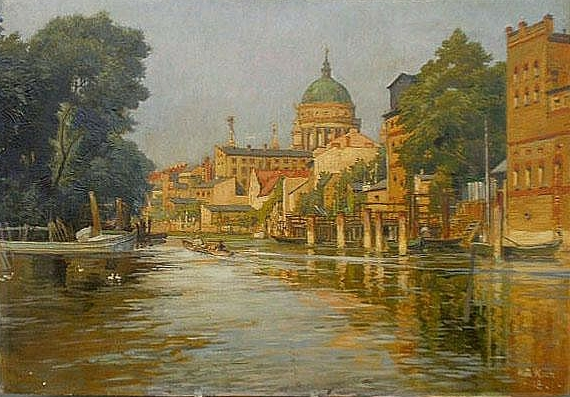
Widok na Poczdam - Droga wodna "Alte Fahrt" z widokiem na kościół św. Mikołaja, Poczdam, 1918
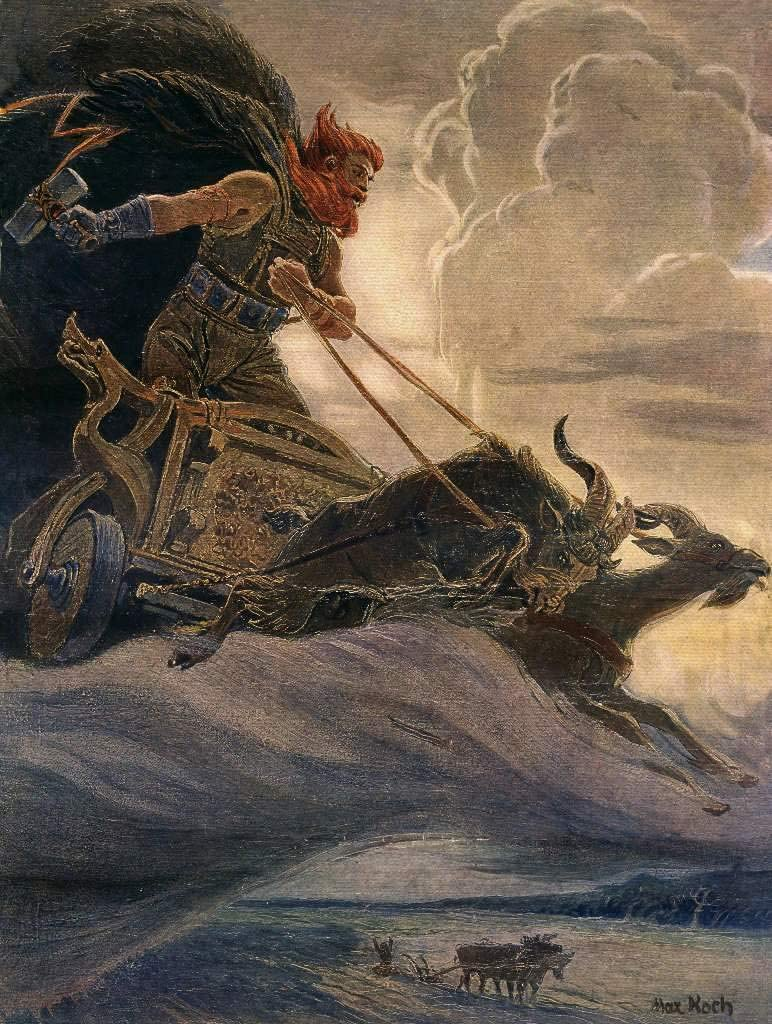
Donar, ok. 1905
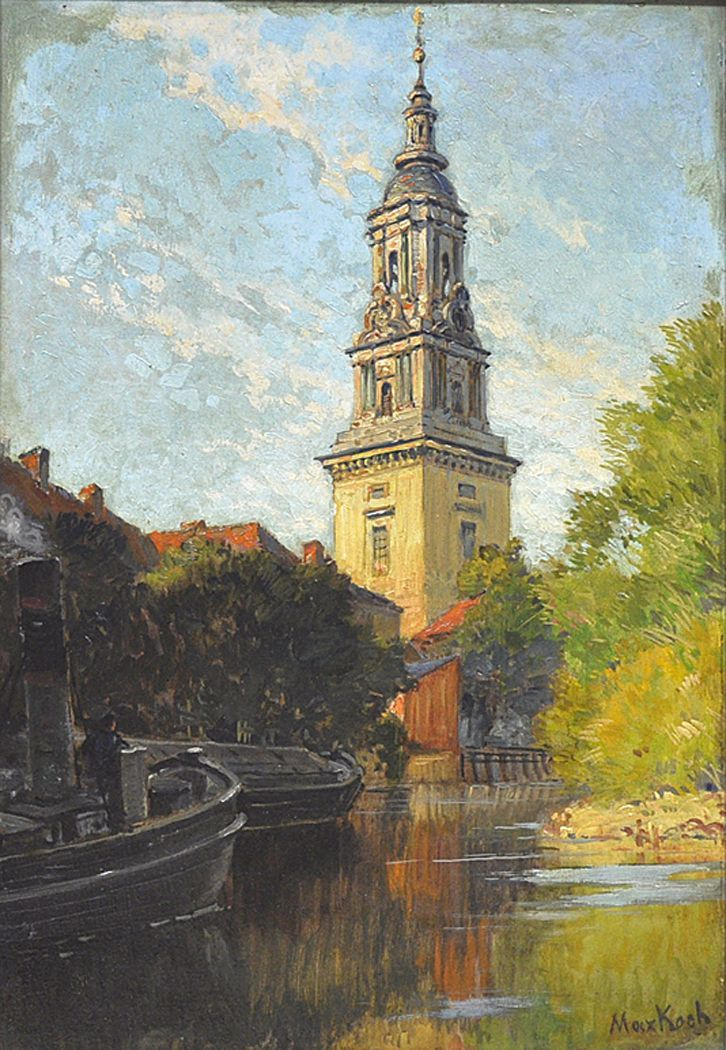
Kościół Ducha Świętego, Poczdam
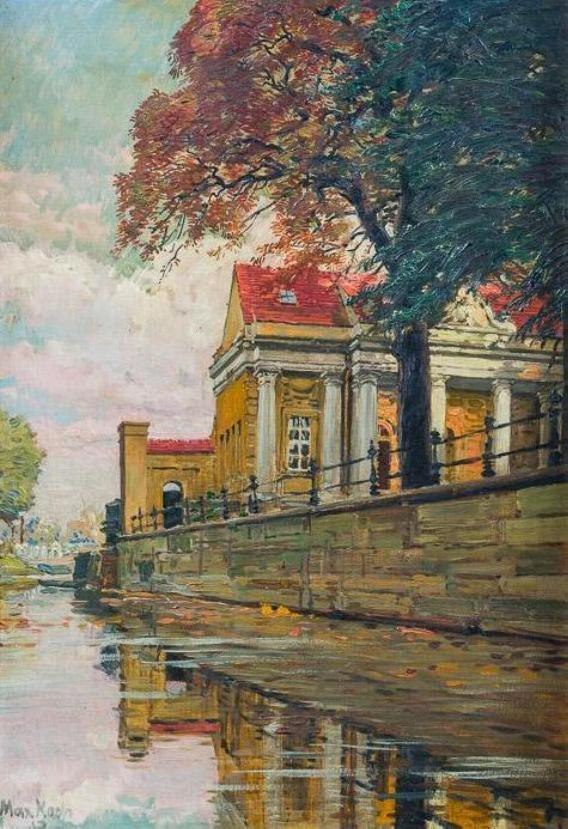
Kellertor (brama miejska) w Poczdamie, ok. 1912
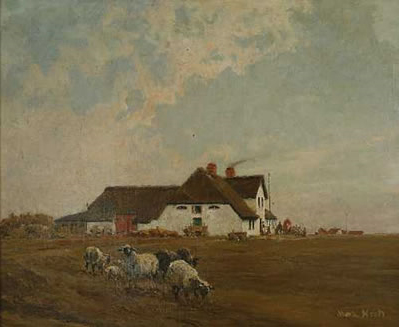
Zagroda wschodniofryzyjska, ok. 1900